# Xe đạp tại Đại hội Thể thao Đông Nam Á 2021
Xe đạp là một trong những môn thể thao được tranh tài tại Đại hội Thể thao Đông Nam Á 2021 ở tỉnh Hòa Bình, Việt Nam, được tổ chức từ ngày 14 đến 22 tháng 05 năm 2022. Theo số liệu đăng ký mới đây, hiện có 260 vận động viên và huấn luyện viên. Trong đó, có khoảng 90 vận động viên, huấn luyện viên dự tranh xe đạp địa hình và 150 vận động viên, huấn luyện viên dự xe đạp đường trường tại SEA Games 31.

## Nội dung thi đấu
Môn đua xe đạp SEA Games 31 có hai phân môn là xe đạp địa hình và xe đạp đường trường với 12 nội dung gồm đường trường 7 nội dung (tính điểm nam, nữ, tính giờ cá nhân nam, nữ, xuất phát đồng hành cá nhân nam, nữ, xuất phát đồng hành đồng đội nữ) và địa hình 5 nội dung (đổ đèo cá nhân nam, nữ, băng đồng Olympic nam, nữ, băng đồng tiếp sức đồng đội nam, nữ).

## Các quốc gia tham dự
- Campuchia
- Lào
- Indonesia
- Malaysia
- Philippines
- Singapore
- Thái Lan
- Việt Nam

## Chương trình thi đấu
| Ngày                  | Giờ         | Nội dung                                           | Ghi chú   |
| --------------------- | ----------- | -------------------------------------------------- | --------- |
| 14/05/2022 (Thứ bảy)  | 14:00-15:00 | Thi đấu Đổ đèo nữ, nam                             | Xếp hạng  |
| 15/05/2022 (Chủ nhật) | 14:00-16:00 | Thi đấu Đổ đèo nữ, nam                             | Chung kết |
| 15/05/2022 (Chủ nhật) | Trao thưởng |                                                    |           |
| 16/05/2022 (Thứ hai)  | 09:00-11:30 | Thi đấu Băng đồng Olympic nữ                       | Chung kết |
| 16/05/2022 (Thứ hai)  | Trao thưởng |                                                    |           |
| 16/05/2022 (Thứ hai)  | 14:00-16:30 | Thi đấu Băng đồng Olympic nam                      | Chung kết |
| 16/05/2022 (Thứ hai)  | Trao thưởng |                                                    |           |
| 17/05/2022 (Thứ ba)   | 09:00-10:30 | Thi đấu Băng đồng tiếp sức                         | Chung kết |
| 17/05/2022 (Thứ ba)   | Trao thưởng |                                                    |           |
| 19/05/2022 (Thứ năm)  | 09:00-10:30 | Thi đấu Tính điểm nữ                               | Chung kết |
| 19/05/2022 (Thứ năm)  | 10:30-12:00 | Thi đấu Tính điểm nam                              | Chung kết |
| 19/05/2022 (Thứ năm)  | 12:00-13:00 | Trao thưởng                                        |           |
| 20/05/2022 (Thứ sáu)  | 09:00-10:30 | Thi đấu Tính giờ cá nhân nữ                        | Chung kết |
| 20/05/2022 (Thứ sáu)  | 10:30-12:00 | Thi đấu Tính giờ cá nhân nam                       | Chung kết |
| 20/05/2022 (Thứ sáu)  | 12:00-13:00 | Trao thưởng                                        |           |
| 21/05/2022 (Thứ bảy)  | 09:00-14:00 | Thi đấu Xuất phát đồng hành nam cá nhân            | Chung kết |
| 21/05/2022 (Thứ bảy)  | Trao thưởng |                                                    |           |
| 22/05/2022 (Chủ nhật) | 09:00-14:00 | Thi đấu Xuất phát đồng hành nữ cá nhân và đồng đội | Chung kết |
| 22/05/2022 (Chủ nhật) | Trao thưởng |                                                    |           |

## Bảng tổng sắp huy chương
| Hạng               | Đoàn               | Vàng | Bạc | Đồng | Tổng số |
| ------------------ | ------------------ | ---- | --- | ---- | ------- |
| 1                  | Việt Nam (VIE)     | 4    | 2   | 0    | 6       |
| 2                  | Indonesia (INA)    | 3    | 4   | 1    | 8       |
| 3                  | Thái Lan (THA)     | 3    | 2   | 4    | 9       |
| 4                  | Malaysia (MAS)     | 2    | 3   | 3    | 8       |
| 5                  | Singapore (SIN)    | 0    | 1   | 1    | 2       |
| 6                  | Philippines (PHI)  | 0    | 0   | 3    | 3       |
| Tổng số (6 đơn vị) | Tổng số (6 đơn vị) | 12   | 12  | 12   | 36      |

### Danh sách huy chương
| Nội dung                                          | Vàng                                                                                                | Bạc | Đồng                                                                                               |
| ------------------------------------------------- | --------------------------------------------------------------------------------------------------- | --- | -------------------------------------------------------------------------------------------------- |
| Giải Địa hình Băng đồng Olympic nam               | Zaenal Fanani · Indonesia                                                                           | Ihza Muhammad · Indonesia                                                                                 | Jerico Rivera Cruz · Philippines                                                                   |
| Giải Địa hình Băng đồng Olympic nữ                | Đinh Thị Như Quỳnh · Việt Nam                                                                       | Nur Assyira Zainal Abidin · Malaysia                                                                      | Natahsya Soon · Malaysia                                                                           |
| Giải Địa hình Đổ đèo nam                          | Methasit Boonsane · Thái Lan                                                                        | Andy Prayoga · Indonesia                                                                                  | John Derick Farr · Philippines                                                                     |
| Giải Địa hình Đổ đèo nữ                           | Tiara Andini Prastika · Indonesia                                                                   | Vipavee Deekaballes · Thái Lan                                                                            | Naomi Gardoce Mapanao · Philippines                                                                |
| Giải Địa hình Băng đồng tiếp sức                  | Malaysia · Nur Assyira Zainal Abidin · Natahsya Soon · Ahmad Syazrin Awang Ilah · Zulfikri Zulkifli | Việt Nam · Đinh Văn Linh · Bùi Văn Nhất · Đinh Thị Như Quỳnh · Cà Thị Thơm                                | Thái Lan · Supuksorn Nuntana · Warinthorn Phetpraphan · Phunsiri Sirimongkhon · Keerati Sukprasart |
| Giải Đường trường Tính điểm nam                   | Nur Aiman Mohd Zariff · Malaysia                                                                    | Aiman Cahyadi · Indonesia                                                                                 | Navuti Liphongyu · Thái Lan                                                                        |
| Giải Đường trường Tính điểm nữ                    | Nguyễn Thị Thật · Việt Nam                                                                          | Nur Aisyah Mohamad Zubir · Malaysia                                                                       | Agustina Delia Priatna · Indonesia                                                                 |
| Giải Đường trường Tính giờ cá nhân nam            | Peerapol Chawchiangkwang · Thái Lan                                                                 | Aiman Cahyadi · Indonesia                                                                                 | Nur Aiman Rosli · Malaysia                                                                         |
| Giải Đường trường Tính giờ cá nhân nữ             | Agustina Delia Priatna · Indonesia                                                                  | Luo Yi Wei · Singapore                                                                                    | Phetdarin Somrat · Thái Lan                                                                        |
| Giải Đường trường Xuất phát đồng hành cá nhân nam | Quàng Văn Cường · Việt Nam                                                                          | Sarawut Sirironnachai · Thái Lan                                                                          | Boon Kiak Yeo · Singapore                                                                          |
| Giải Đường trường Xuất phát đồng hành cá nhân nữ  | Jutatip Maneephan · Thái Lan                                                                        | Nguyễn Thị Thật · Việt Nam                                                                                | Nur Aisyah Mohamad Zubir · Malaysia                                                                |
| Giải Đường trường Xuất phát đồng hành đồng đội nữ | Việt Nam · Nguyễn Thị Thật · Bùi Thị Quỳnh · Nguyễn Thị Kim Cương · Nguyễn Thị Thu Mai              | Malaysia · Nor Aisyah Munirah Chek Ramli · Siti Nur Adibah Akma · Jupha Somnet · Nur Aisyah Mohamad Zubir | Thái Lan · Jutatip Maneephan · Chaniporn Batriya · Phetdarin Somrat                                |